# José Cabero y Salazar
José Ignacio Lucas Cabero y Salazar (Lima, 1777-ib. 1837), magistrado y catedrático peruano que ejerció importantes cargos administrativos y académicos durante el Virreinato del Perú y luego de la Independencia. Rector de la Universidad de San Marcos y segundo Presidente de la Corte Suprema del Perú.

## Biografía
Nacido en el seno de una familia de la aristocracia colonial, sus padres fueron los pisqueños Lucas Cabero y Cabero-Isásaga, y Josefa Salazar y Robles, hija de Andrés de Salazar y Muñatones. Cabero, vinculado a diversas familias políticas, fue hermano de la condesa de Premio Real y primo del vizconde de San Donás y el marqués de Casa Dávila.
Hizo sus estudios en el Convictorio de San Carlos y los continuó en la Universidad de San Marcos, donde obtuvo los grados de bachiller en Cánones (1795) y doctor en Leyes y Cánones (1808). Una vez recibido como abogado ante la Real Audiencia de Lima, fue incorporado al Regimiento Voluntarios Distinguidos de la Concordia Española, designado primero capitán (1812) y luego comandante del primer batallón (1817).
Elegido alcalde ordinario de Lima (1812), durante su gestión fue abolido el Tribunal del Santo Oficio, suscribiendo la acción de gracias que la Universidad elevó al Rey (1813). Como rector sanmarquino (1816), hizo el elogio al virrey Joaquín de la Pezuela con motivo de su 'entrada' e integró la Junta Permanente que dicho virrey organizó para estudiar y proponer las medidas para resolver los problemas económicos del país (1818).
Concluido su periodo de gobierno, quedó como vicerrector sanmarquino y pasó como rector al Convictorio de San Carlos, donde asumió la cátedra de Código (1819-1824). Integró también la junta dicrectiva del Colegio de Abogados de Lima, en calidad de diputado primero (1819) y luego decano (1820). En tal dignidad, firmó el Acta de Declaración de la Independencia, por ello el protector San Martín le otorgó la categoría de asociado a la Orden del Sol, miembro de la Junta Conservadora de la Libertad de Imprenta, consejero honorario de Estado (1821) y ministro plenipotenciario ante el gobierno chileno, para explicar los propósitos de la misión García del Río-Paroissien, hacer los reclamos respectivos por la conducta de Lord Cochrane al abandonar el servicio del Perú, obtener el reconocimiento de la independencia peruana y concertar un tratado comercial (1822).
A su retorno, se ganó también el aprecio de Bolívar, quien le encargó el Juzgado de Secuestros (1824) y la Dirección de Censos y Obras Pías. Fue también nombrado vocal de la naciente Corte Suprema del Perú, que se instaló el 8 de febrero de 1825, y a la que presidió de manera interina. Fue condecorado por el Congreso con la medalla cívica con el busto del Libertador y fue nombrado presidente de la Junta de Beneficencia.
Ya finalizada la influencia bolivariana en el Perú, llegó a ser el segundo presidente de la Corte Suprema, sucediendo a Manuel Lorenzo de Vidaurre. Ejerció dicho cargo de 1828 a 1831. Y fue miembro de la comisión directiva del Ateneo de Lima organizado por José Joaquín de Mora (1831).